# Fuad Muzurović
Fuad Muzurović (født 3. november 1945) er en tidligere bosnisk fodboldspiller og træner.
Han har tidligere trænet Bosnien-Hercegovinas fodboldlandshold.